# Piet Meuleman
Petronella Catharina (Piet) Meuleman-Van Ginkel, meer bekend onder de naam Piet Meuleman (Rijswijk, 21 mei 1841 - Amsterdam, 23 oktober 1902) was een Nederlandse theosofe. Ze wordt de Moeder van de Theosofie in Nederland genoemd. Zij was stichtend lid van zowel de Dutch-Belgian Branch (1891), als van de Nederlandse Theosofische Vereniging (1896). De naar haar genoemde P.C. Meuleman Stichting beheert nog steeds het onroerend goed van de Theosofische Vereniging in Nederland. Meuleman was ook actief als feminist. Ze sprak bijvoorbeeld in 1883 bij een vergadering van de Vrije Vrouwen Vereeniging en was korte tijd bestuurslid van de Vereniging voor Vrouwenkiesrecht.